# FK Pārdaugava
El FK Pārdaugava fue un equipo de fútbol de Letonia que jugó en la Virsliga, la primera división nacional.

## Historia
Fue fundado en el año 1984 en la capital Riga con el nombre Daugava-RVR como reemplazo de FC Daugava Riga que desapareció tras quedar en bancarrota.
El club llegó a participar en la Primera Liga Soviética en la temporada de 1991 donde finalizó en la última posición. Tras la disolución de la Unión Soviética se convirtió en uno de los equipos fundadores de la Virsliga, la primera división de Letonia tras su independencia.
El club terminó subcampeón de liga en su temporada inaugural y también fue finalista de la Copa de Letonia en 1993, y desaparece dos años después luego de que todos sus patrocinadores se declararan en bancarrota.

## Palmarés
- Latvian Higher League

- Subcampeón (1): 1991

- Latvian Cup[3]

- Finalista (1): 1993

## Temporadas

### Era Soviética
| Año  | Liga     | Pos. | J  | G  | E  | P  | Goles | Pts. | Copa         |
| ---- | -------- | ---- | -- | -- | -- | -- | ----- | ---- | ------------ |
| 1984 | Liga «А» | 12   | 22 | 3  | 1  | 18 | 15‒60 | 7    |              |
| 1985 | Liga «А» | 8    | 28 | 13 | 3  | 12 | 40‒38 | 29   | 1/16         |
| 1986 | Liga «А» | 7    | 26 | 9  | 8  | 9  | 50‒37 | 26   |              |
| 1987 | Liga «А» | 6    | 26 | 12 | 6  | 8  | 34‒20 | 30   | 1/4          |
| 1988 | Liga «А» | 12   | 30 | 6  | 10 | 14 | 33‒46 | 22   | No participó |
| 1989 | Liga «А» | 17   | 16 | 4  | 8  | 4  | 20‒20 | 16   | No participó |
| 1990 | Báltico  | 15   | 32 | 5  | 8  | 19 | 24‒53 | 18   |              |
| 1991 | Liga «А» | 2    | 28 | 21 | 2  | 5  | 82‒18 | 26   |              |

### Era Independiente
| Año  | Liga     | Pos. | J  | G  | E  | P | Goles | Pts. | Copa      |
| ---- | -------- | ---- | -- | -- | -- | - | ----- | ---- | --------- |
| 1992 | Virsliga | 4    | 22 | 13 | 3  | 6 | 45‒22 | 29   | 1/2       |
| 1993 | Virsliga | 4    | 18 | 10 | 4  | 4 | 29‒13 | 24   | Finalista |
| 1994 | Virsliga | 6    | 22 | 6  | 10 | 6 | 24‒24 | 22   | 1/4       |
| 1995 | Virsliga | —    | 7  | 0  | 2  | 5 | 2‒13  | 2    | 1/4       |

## Jugadores

### Jugadores destacados
| - Marians Pahars - Andrejs Piedels | - Dzintars Zirnis - Oļegs Blagonadeždins |